# 皇家宫殿广场

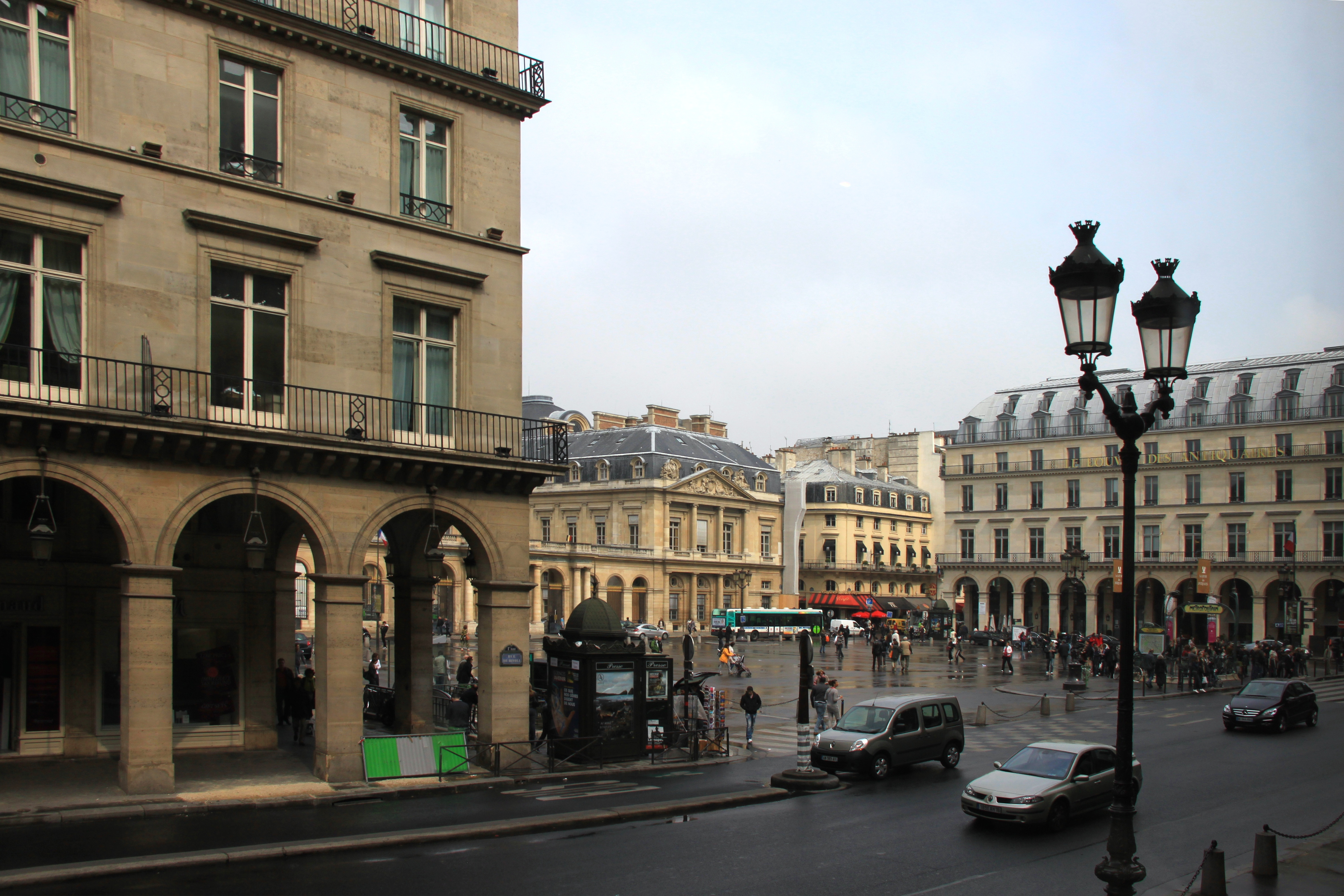

皇家宫殿广场（Place du Palais-Royal）是巴黎第一区的一个广场，毗邻安德烈·马尔罗广场（place André-Malraux）和科萊特广场（place Colette），三个广场均位于巴黎皇家宫殿和法兰西喜剧院前。其北侧为圣奥诺雷路（Rue Saint-Honoré）和皇家宫殿，南侧为里沃利路（rue de Rivoli）和卢浮宫。

## 名称
广场得名于巴黎皇家宫殿。

## 历史

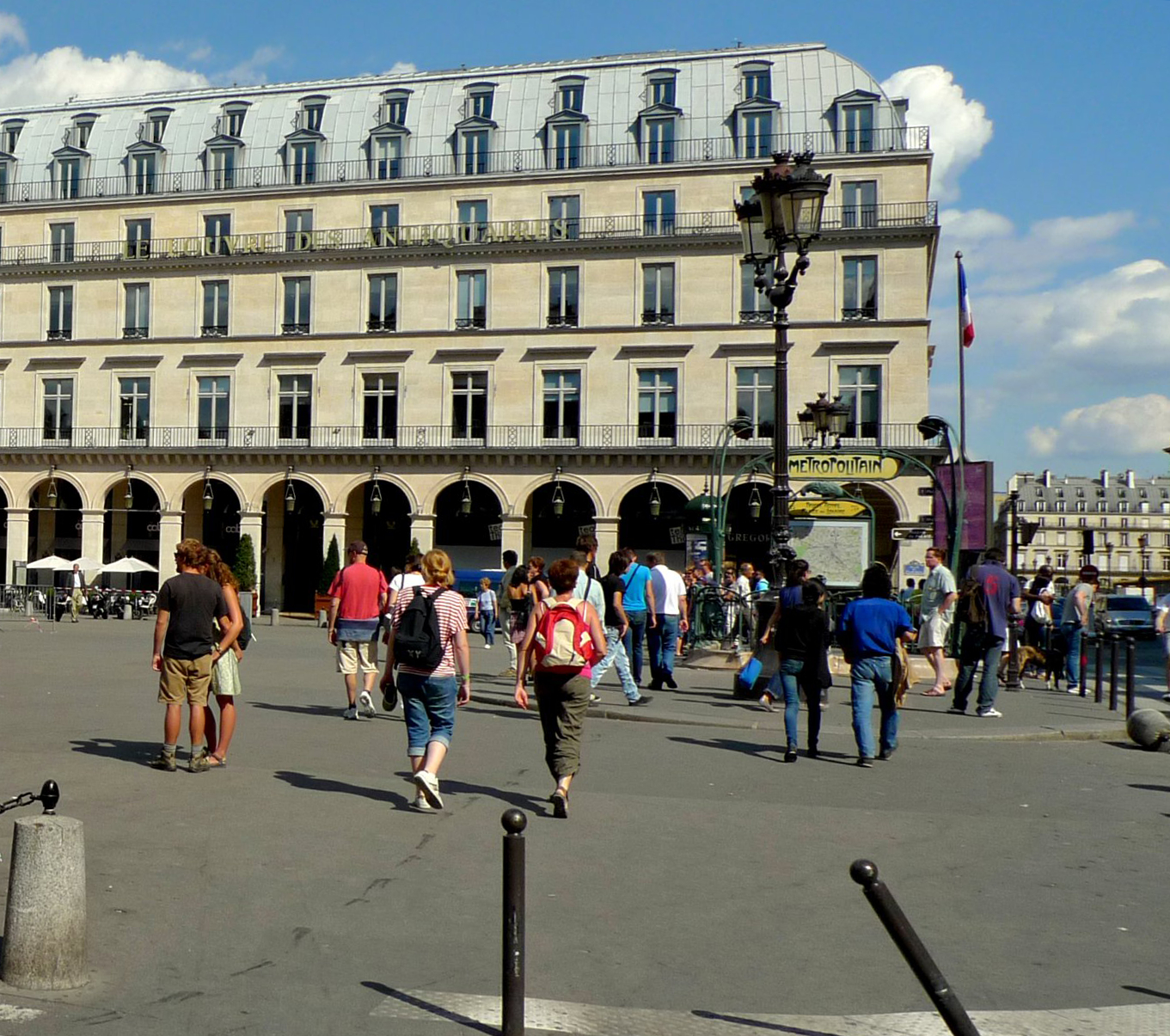
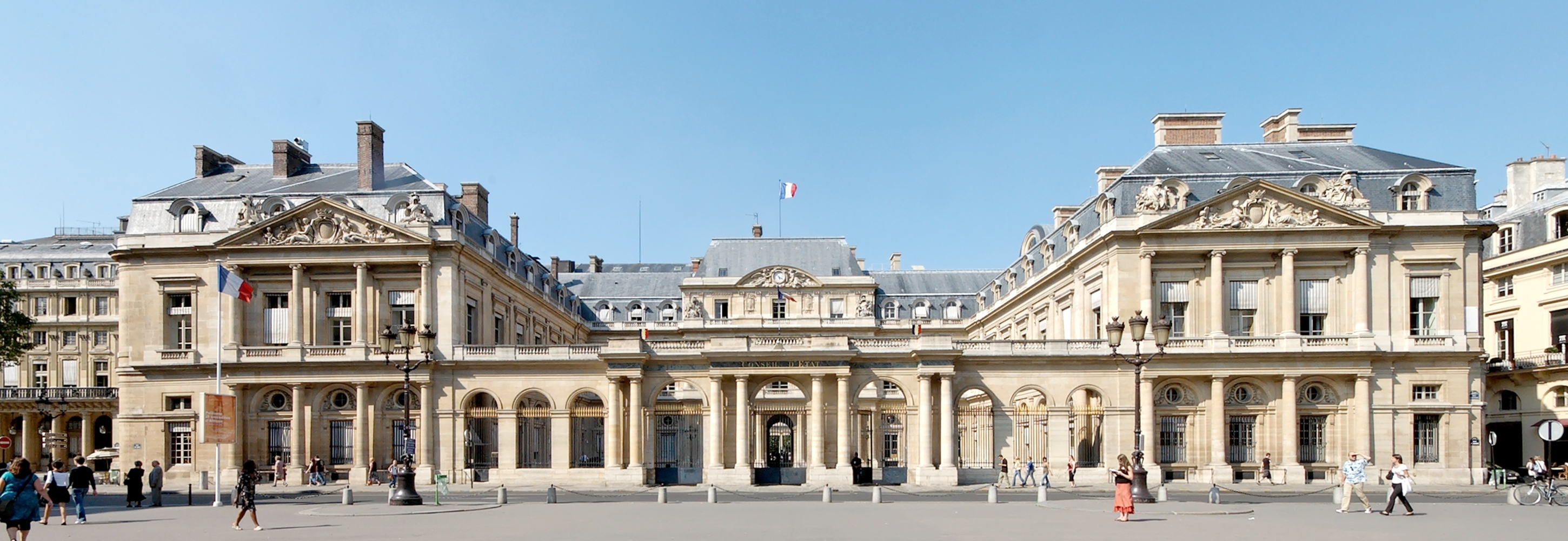
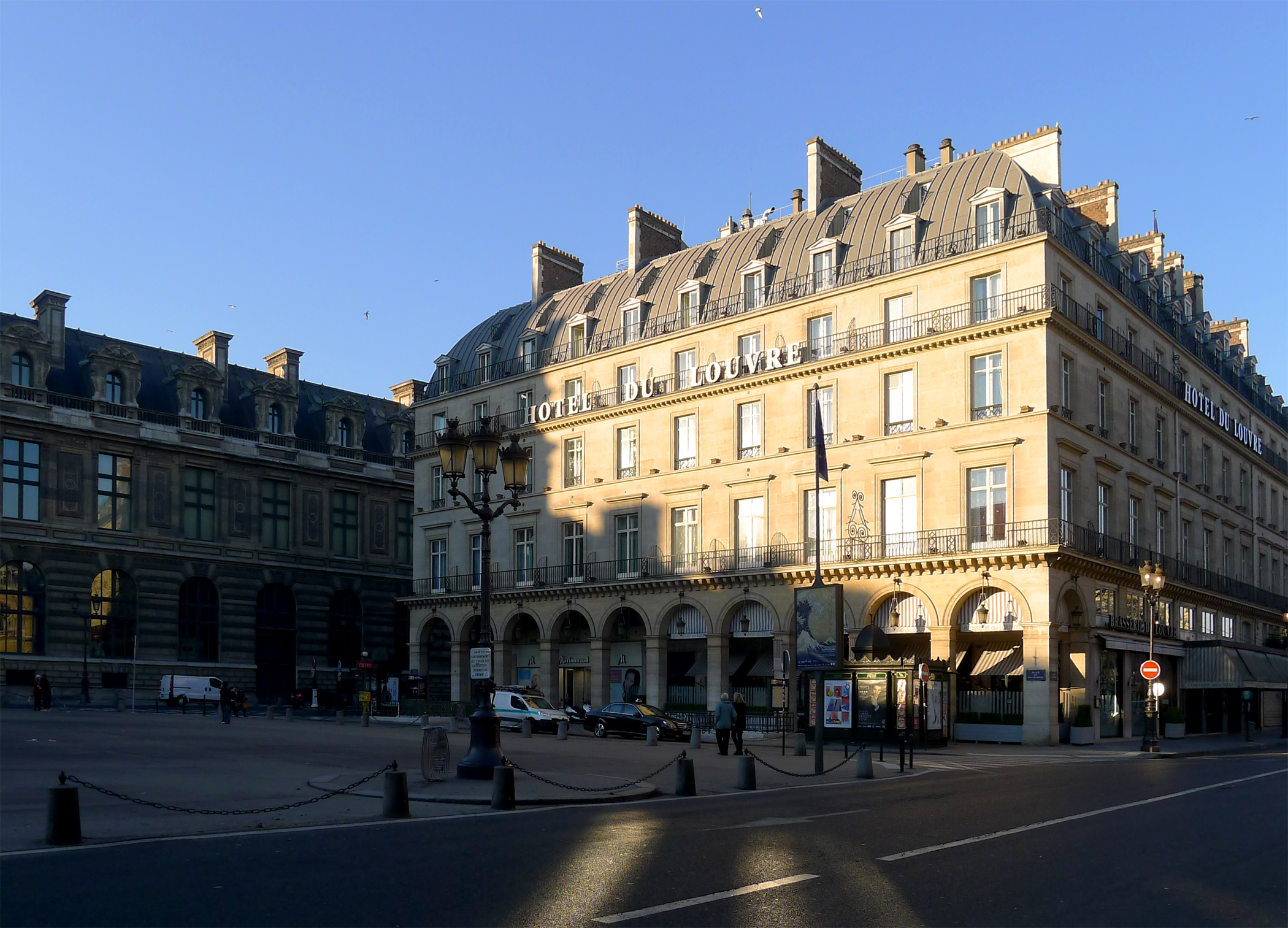

皇家宫殿广场开辟于1648年。